# ادیر (آیداهو)
ادیر، آیداهو (به انگلیسی: Adair, Idaho) در ایالات متحده آمریکا است که در آیداهو واقع شده‌است.

## خصوصیات
ادیر ۱٬۱۴۹٫۱۱ متر بالاتر از سطح دریا واقع شده‌است.